# 茵怡花園
茵怡花園（英語：Verbena Heights）是香港的一個房協綜合式屋邨，位於新界西貢區寶琳貿泰路8號（將軍澳市地段35號）、將軍澳第19B區，是香港房屋協會歷來所發展的最大規模「甲類出租屋邨」及「住宅發售計劃」項目。

## 屋苑簡介
茵怡花園佔地2.1公頃，共設有6幢35至50層出售住宅大廈共1894個出售單位、1幢36層出租大廈共971個出租單位及6項政府／團體／社區設施。
屋苑單位間隔四正，糅合日照、空氣對流、消減噪音等環保建築新科技，盡用自然地理優點。茵怡花園由吳享洪建築師設計，前香港特別行政區環境局局長黃錦星當年在吳享洪建築師任職時，也是該項目設計團隊的其中一員，其後他也在香港環保建築的書籍中、發表過講述茵怡花園的環保建築設計的文章。
屋苑項目由協興建築承建，工程合約總值十億港元，並於1996年至1997年分期落成及入伙。
茵怡花園為香港首個環保建築，茵怡花園憑著其嶄新環保建築設計意念，獲香港建築師學會頒發1998年的銀牌獎，同年香港國際機場客運大樓的建築設計也獲同一獎項。

## 屋苑資料

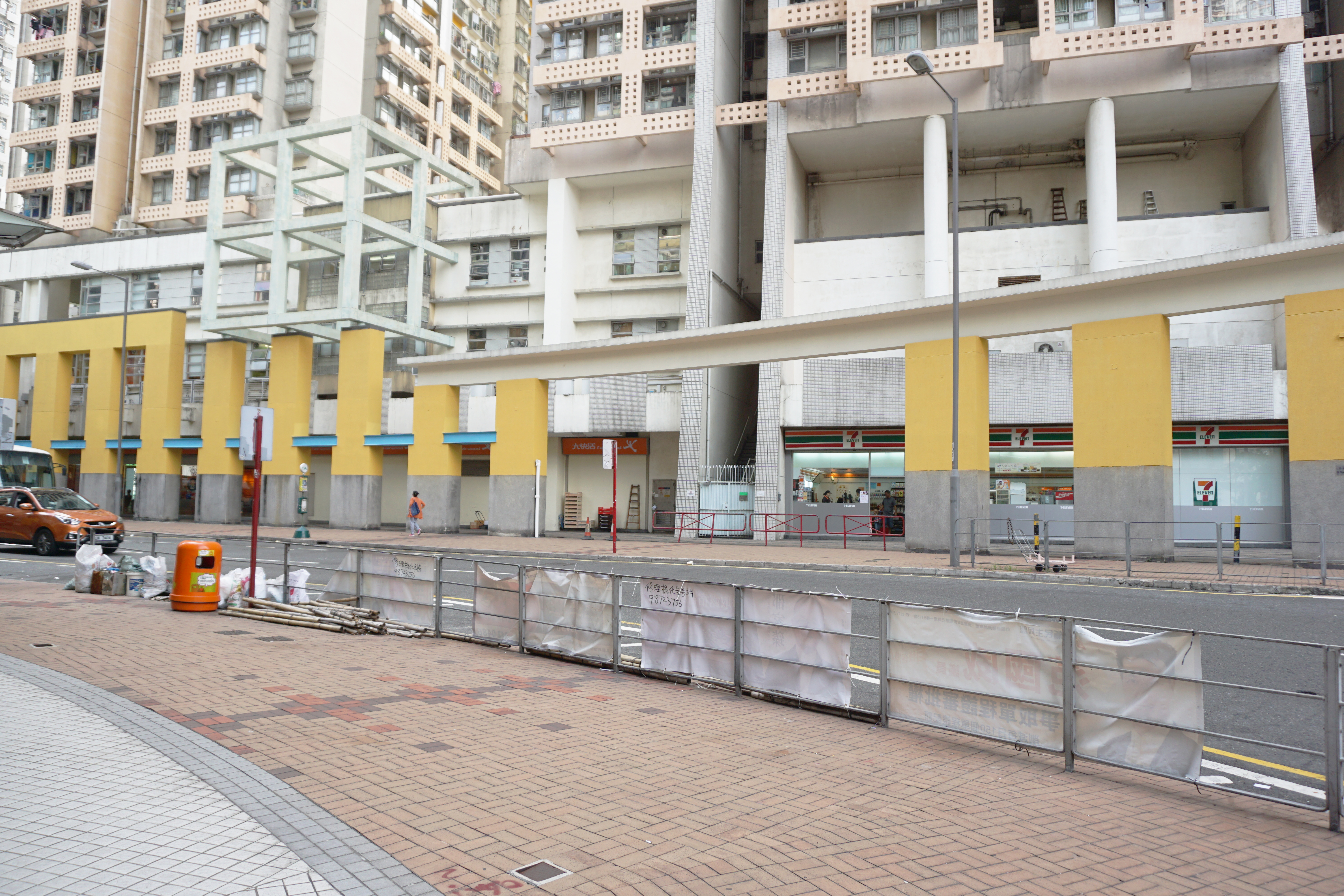
大快活及7-11便利店

茵怡花園第1座至第6座為「住宅發售計劃」的樓宇，形式和申請資格與居屋類同，供而第7座則為房協保留作出租用途。

### 特色

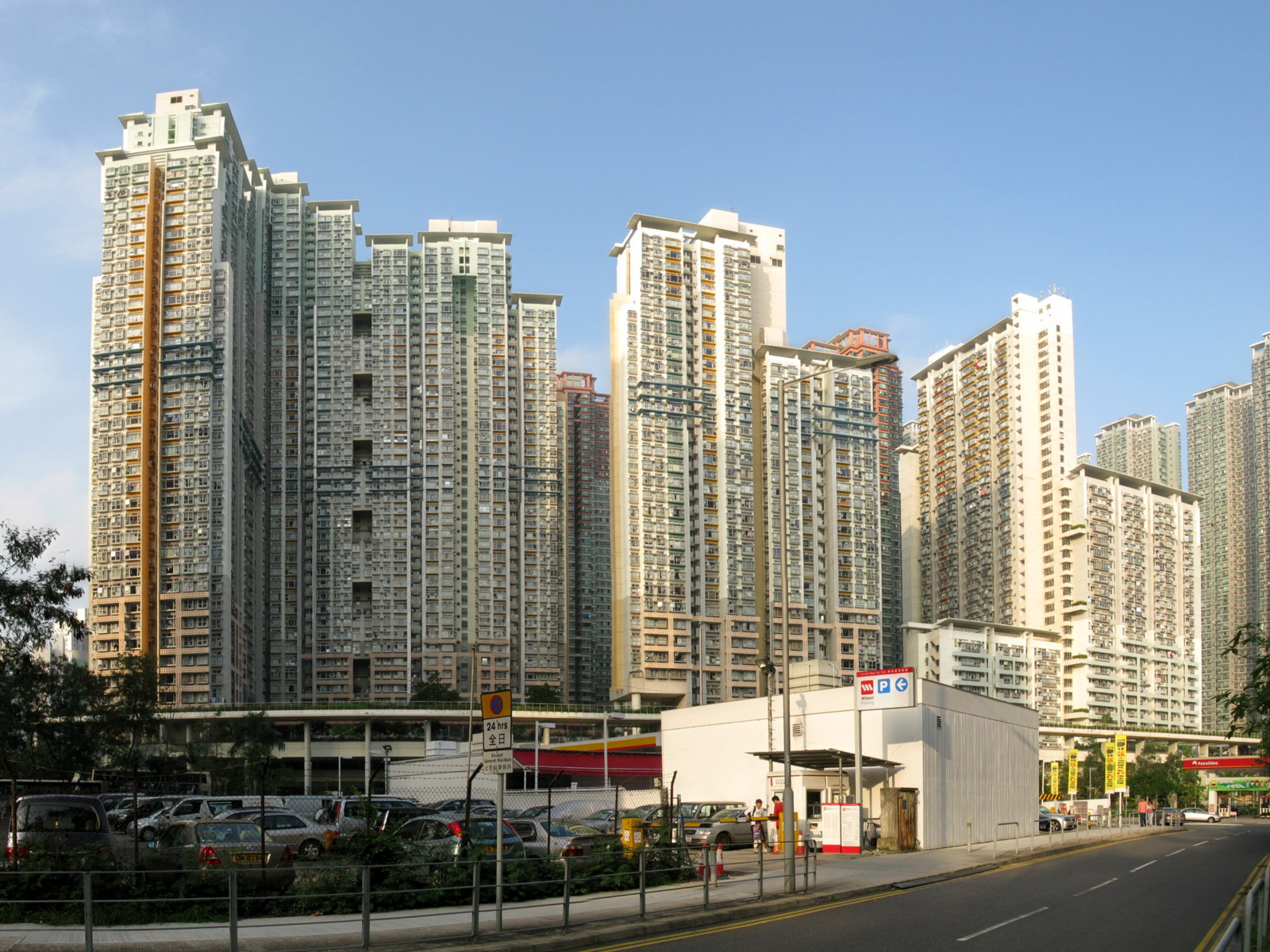
茵怡花園（2008年，陶樂路景觀）

1992年，茵怡花園的建築師吳享洪將新加坡及馬來西亞流行的環保建築的嶄新意念帶來香港，並且用於設計茵怡花園；在設計本園時，建築師參考過日照測繪（Solar Mapping）及風洞模擬測試（Wind Tunnel Modelling）的結果來設計茵怡花園，故此每幢大廈的樓層數目會因應路面聲響與窗戶景觀而有所不同，又配合空氣對流結構，致使家居倍覺開揚清爽之餘、更可節省能源。
茵怡花園的外牆設置隔音屏障，其平台花園拱門亦裝設防風帳篷（Tensile Fabric Canopy），加上廣泛栽種繁茂植物。另外，每戶住宅裝妥低水量坐廁，除減少泵水耗電及排污耗水外，亦收節省能源之效。茵怡花園亦因為是香港首個環保設計建築，當時也引起不少香港的大學的研究和關注。

### 出租單位（第七座）面積及編配標凖
| 單位款式 | 單位號數                                                  | 單位型號                 | 編配標凖 | 室內樓面面積        |
| 一人單位 | 01、03-09、22、23、25-31、33-37、39及40室                 | 1P及1PH                  | 1人      | 約14.95-15.32平方米 |
| 小型單位 | 02,11-14、17-20室及2-5樓13室                              | 2P及2PH                  | 2-3人    | 約21.92-22.31平方米 |
| 中型單位 | 15及16室                                                  | 3P1及3P1H                | 3-4人    | 約30.03-30.72平方米 |
| 大型單位 | 10、21、24*、32、38室、2-5樓12室、2-5樓15室及30-36樓04室* | 3P2,3P2H,3P2C,3P2CH及3P3 | 5人      | 約38.03-38.34平方米 |

當中24室及30-36樓04室已預留窗戶，機電及水管等設施，用作未來可能分間成兩個一人單位之用。
因應路面聲響、通風、採光與窗戶景觀等關係，而不設下列單位：
| 樓層    | 單位號數     |
| 30-36樓 | 05，09及10室 |
| 22-36樓 | 21-31室      |
| 9-36樓  | 32-40室      |

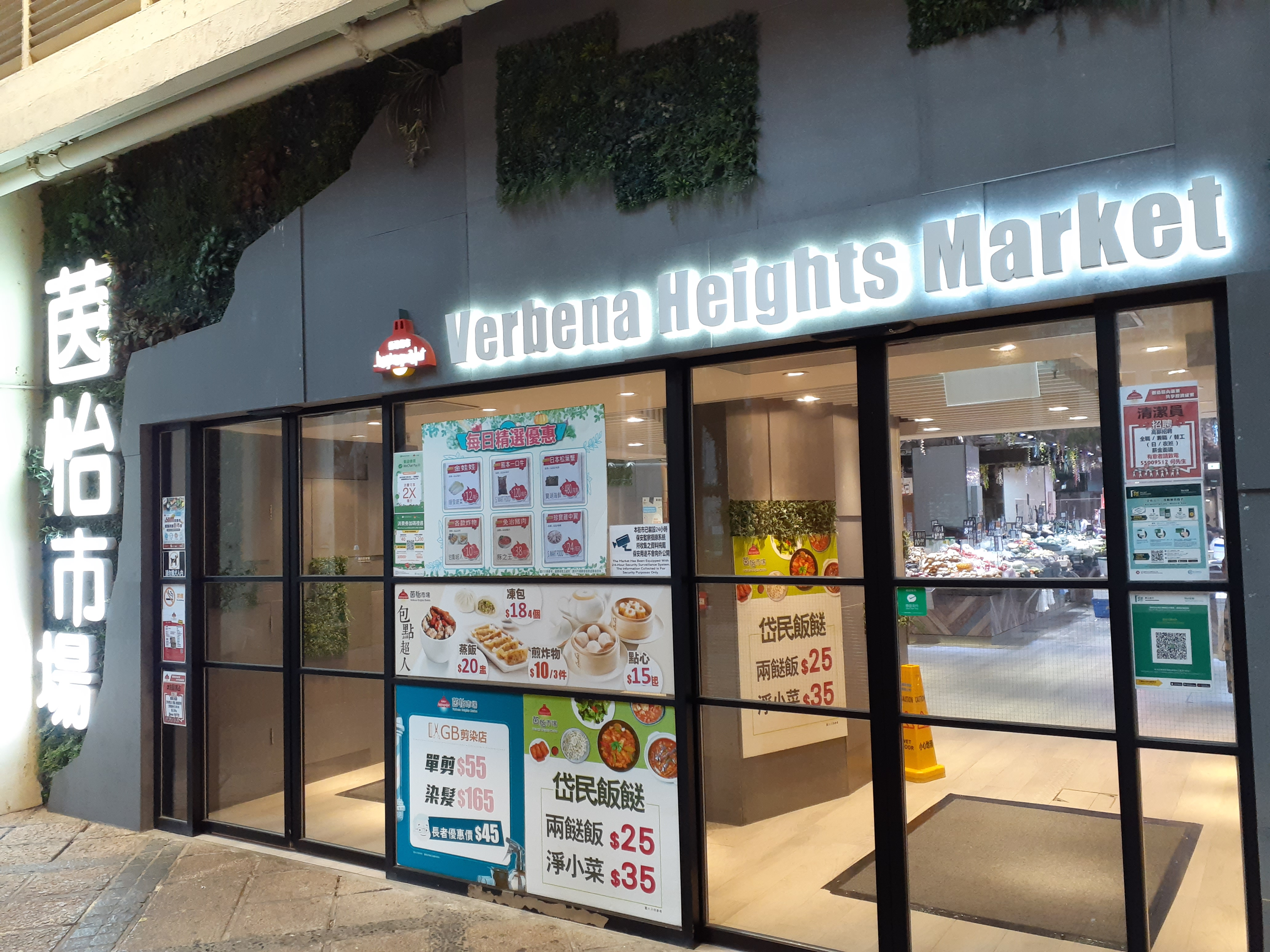
茵怡市場入口
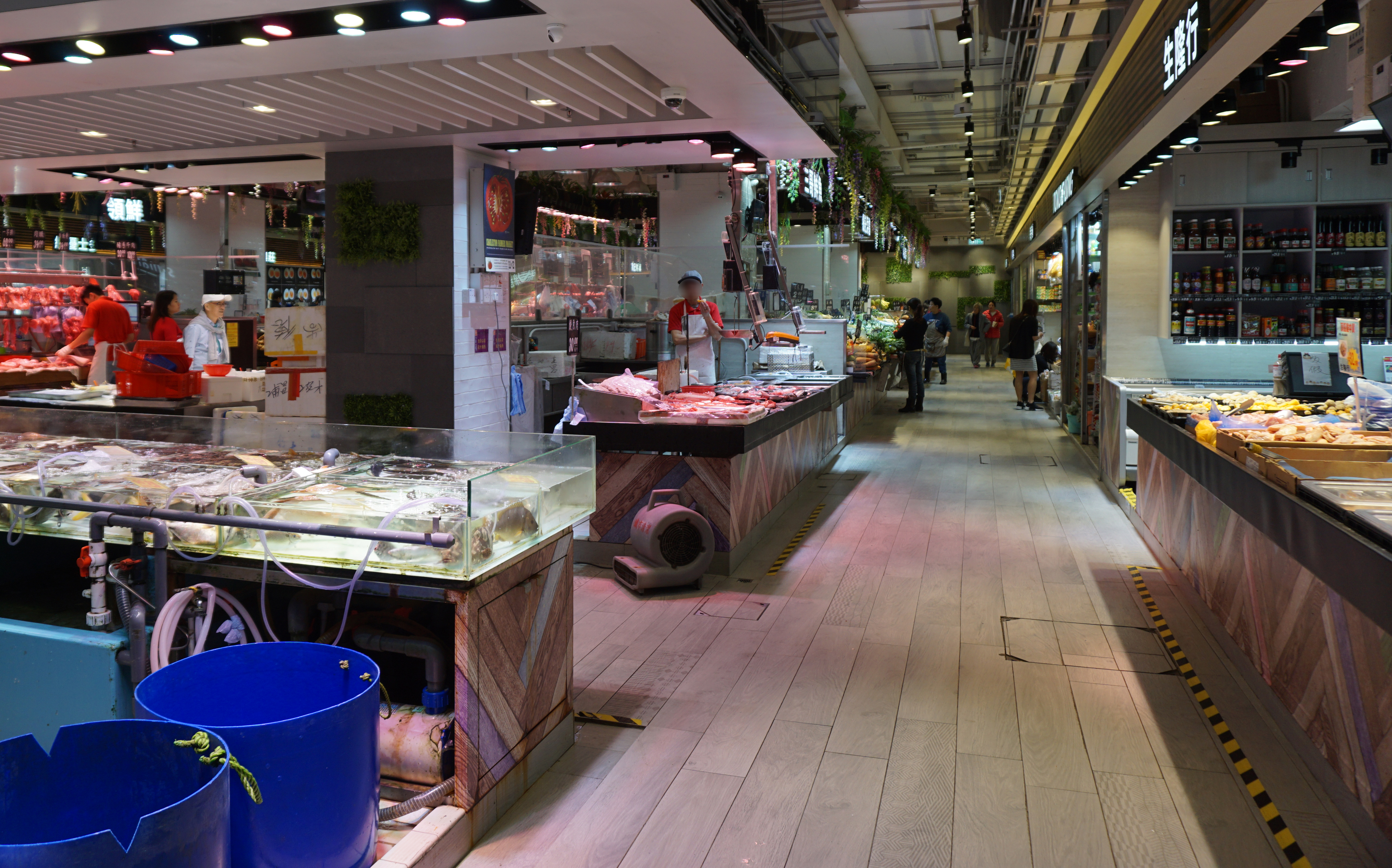
將軍澳市場魚檔及糧油凍肉店
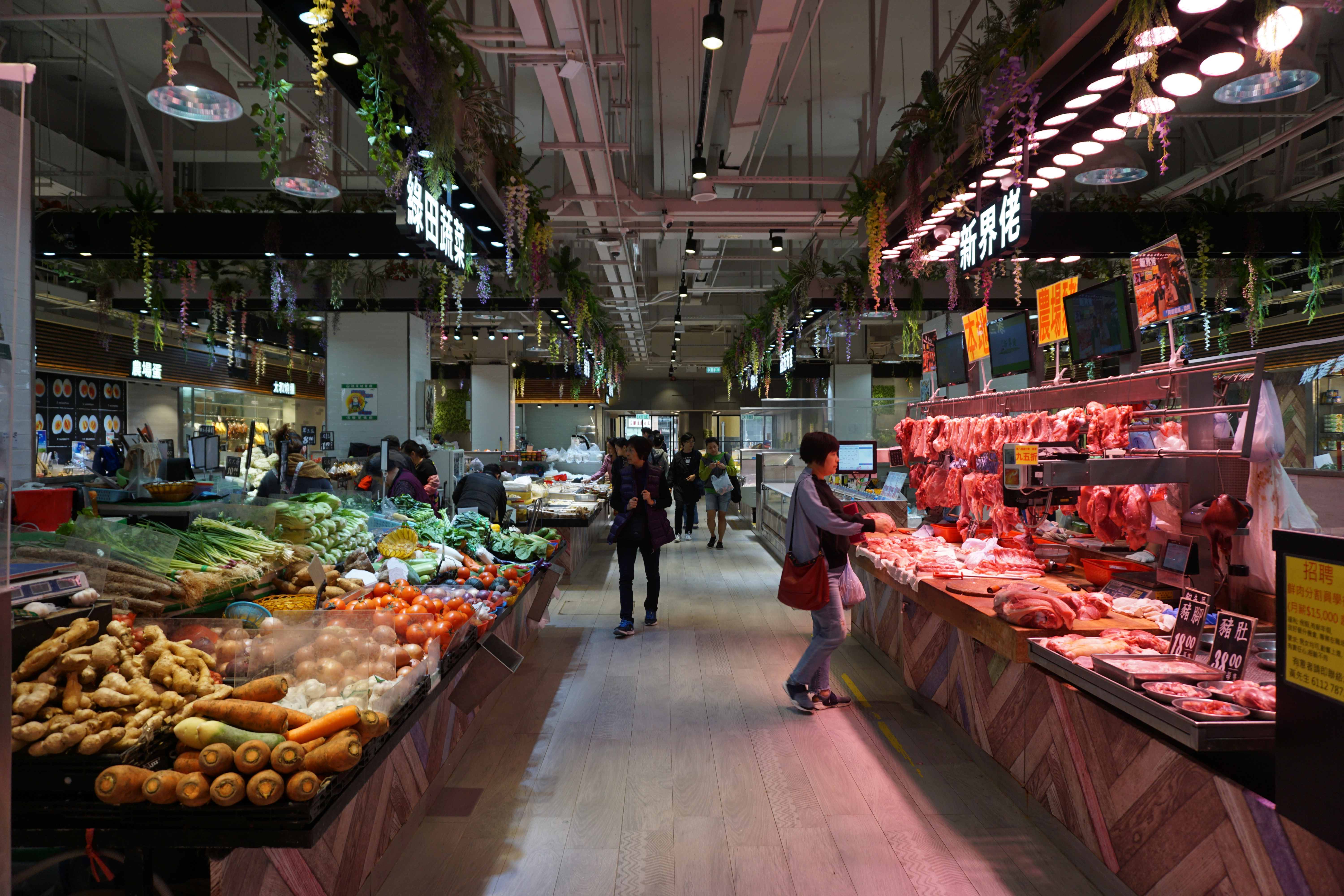
將軍澳市場菜販及鮮肉檔
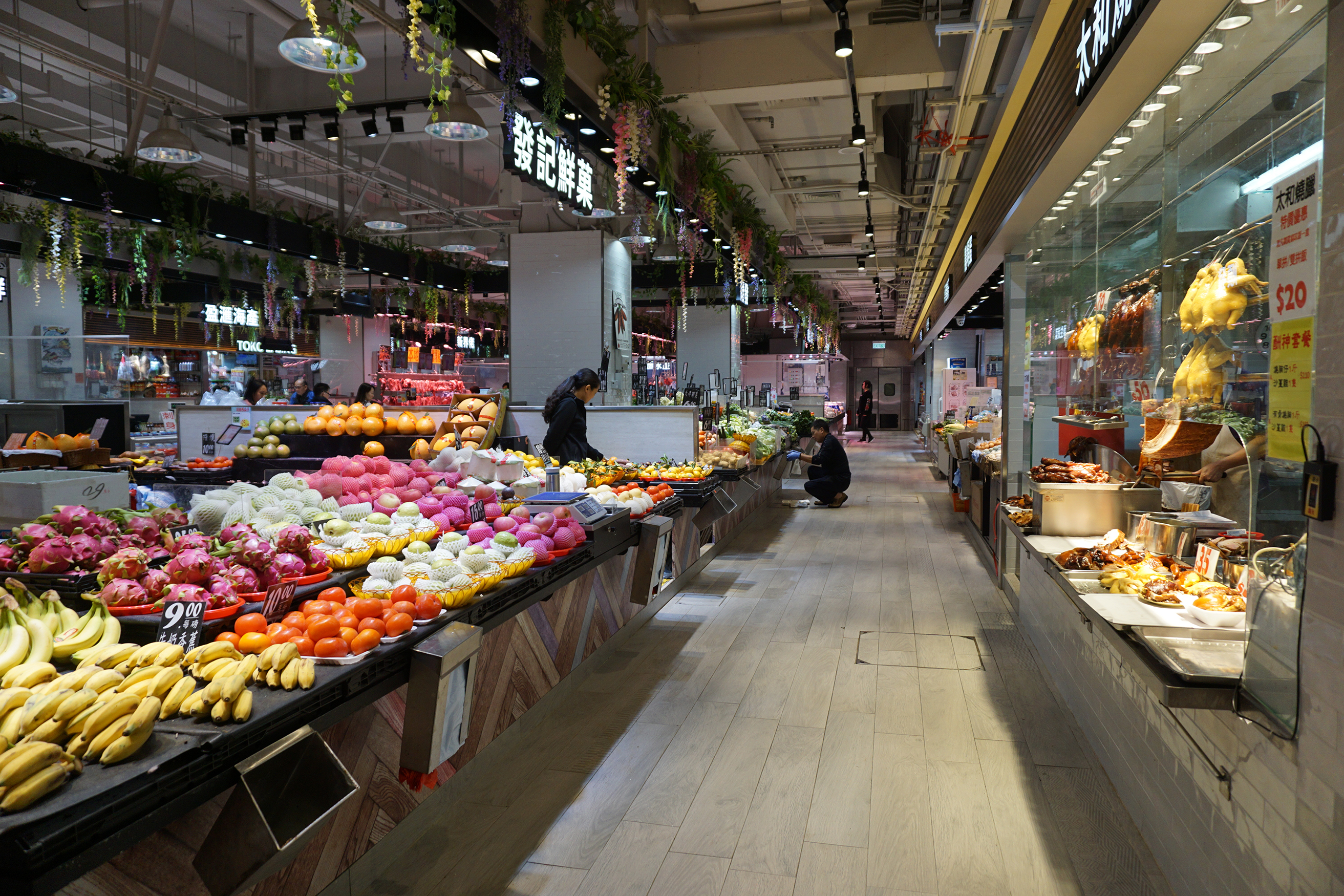
將軍澳市場水果及燒味檔

## 建築設計

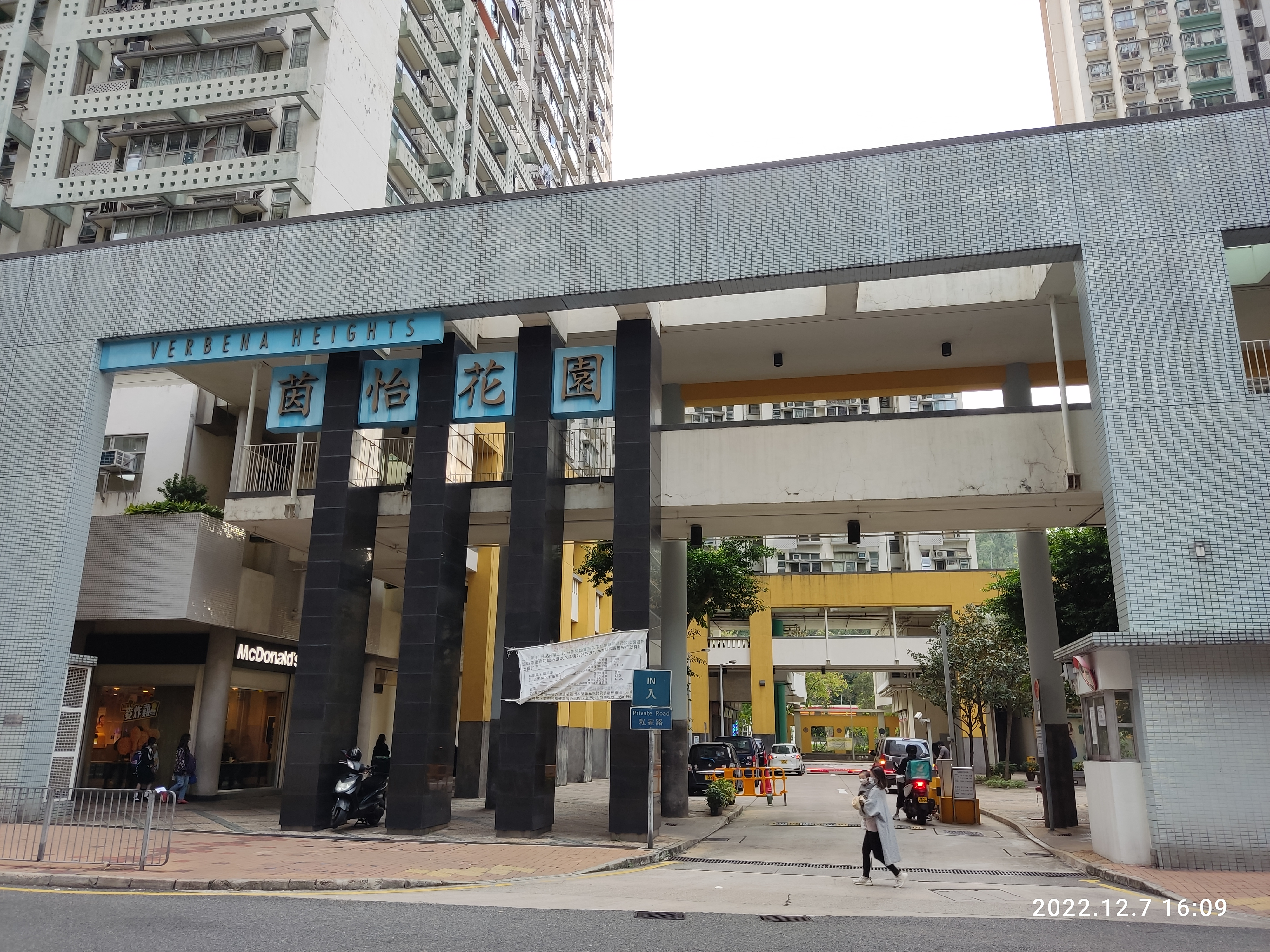
屋苑入口

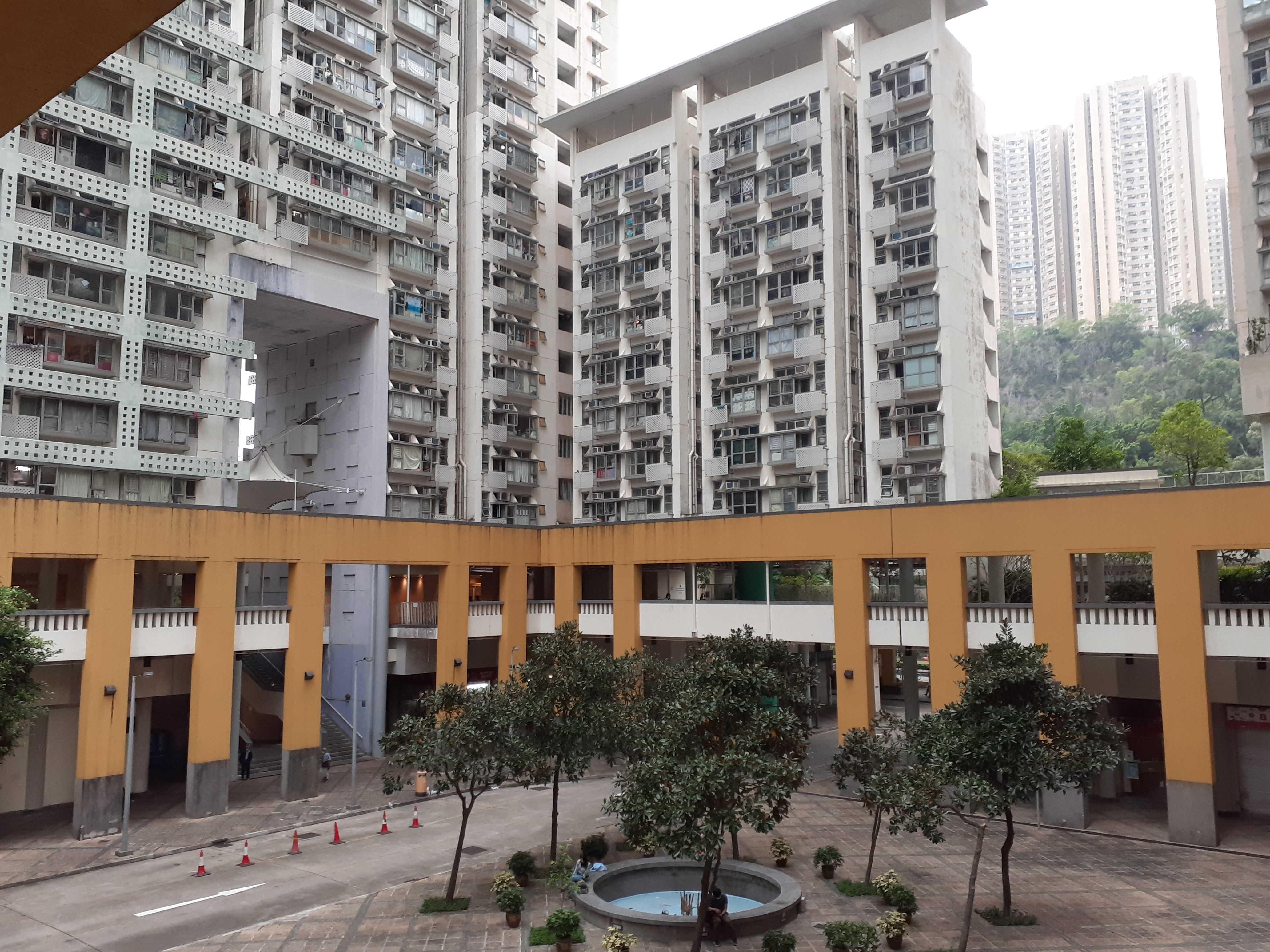
中央廣場設有噴水池

### 節能的建築規劃
大廈的設計佈局以「光可進屋，風可過窗」的原則為基礎，並以被動式節能設計方法為主。

### 自然風的控制
大廈的設計是要捕取周邊的微風作夏季取涼之用，所以大廈按盛行風方向及風洞模擬測試（Wind Tunnel Modelling）數據來決定窗戶位置及數目，以確保住宅單位有最佳通風效果。沿著屋苑橫向軸線的三幢大樓下方留出一個大空間用作通風，並形成一道通風廊。為取得自然通風，大廈的平面設計佈局，盡量以長條形（Linear）或T字型代替傳統的十字型（Cruciform）平面設計佈局，並在立面加設多個通風口，使大廈內部有更好的對流通風效果。
為免大廈使用者在平台上讓倒風（Downdraught）影響，建築師透過風洞模擬測試（Wind Tunnel Modelling）數據來決定有蓋行人道位置，以及在平台留有洞口利用從高空衝下來的倒風（Downdraught）作停車場自然通風之用。而在天井位置也有設施，以煙囱效應（Stack Effect）作熱壓自然通風之用，確保住宅單位的洗手間及廚房有良好通風效果。
原先建築師打算在茵怡花園第三及四座中間的連接處，設置大型空中花園，後來因大跨度的結構會令建築費高昂，又不易保養和管理，不合成本效益，所以房協要求取消大型空中花園，改為在第2,3,4及6座出售大廈的連接處，每3層設置一個小型空中花園，並連同毗鄰的住宅單位出售給個別小業主，以增加售樓收益及有利天井的自然通風。

### 回應太陽輻射的設計
為了控制太陽輻射令住宅單位增加熱力，大廈在天台設了擋陽蓬，蓬上設反光板確保室內光線充足，在22-24樓已裝設擋陽板及在部份低層單位外牆裝設混凝土格子形裝置，用作擋陽及隔聲。並採用電腦模擬測試計算擋陽面積，以及各種裝置所伸出之長度。除了照明外，太陽輻射的熱力也能用於外部晾衣，建築師於良好的受光位置及空氣流通處設晾衣架，並以多孔鋁板作屏蔽，以建築設計減少住戶使用乾衣機的大量耗電。原先建築師打算在茵怡花園天台裝上太陽能熱水器，後來因當時的太陽能熱水器購買及保養費用高昂，而只能提供有限熱水給頂3層住戶，不合成本效益，所以房協要求取消該項裝置。

### 減少噪音的設計
部份低層單位外牆裝設混凝土格子形裝置，用作阻隔來自將軍澳隧道公路的噪音。在設計立面前，聘請聲學顧問以聲學模型試驗以預計噪音所帶來的效果。此外，部份大廈也根據地契要求，後退至寶康路的行人路起計30米或設於庭園之後，加上10米高隔音屏障及花槽，來減少噪音，以達致環保署的噪音標準。

### 廢水處理
單位內已裝設低水量坐廁，以節省沖廁用水（屋苑落成時將軍澳區是用淡水沖廁，現已改作鹹水）及泵水耗電。以及，以經過處理的廢水用作灌溉植物之用。

### 選材
香港的建築地盤消耗大量木材，這對自然環境有害的。因此在茵怡花園的施工階段，鼓勵承建商使用其他可循環再用的物料，如：採用塑膠，金屬，軟木等模板；採用劃一細部設計以節省模板。茵怡花園採用具FSC認證的木材產品、也採用耐久的裝飾物料，如花崗石等，並採用本土低能量建築材料及可循環再用的物料。在出租大廈單位內採用靈活間隔設計，以免在改動或擴建時浪費大量建築物料。

## 教育及福利設施

### 幼稚園
- 中國基督教播道會茵怡幼兒學校 （页面存档备份，存于）（1997年創辦）（位於茵怡花園第1座平台）
- 基督教宣道會茵怡幼稚園 （页面存档备份，存于）（1997年創辦）（位於茵怡花園第7座平台1樓）

### 小學
- 順德聯誼總會梁潔華小學（1996年創辦）

### 綜合青少年服務中心
- 香港青年協會賽馬會茵怡青年空間 （页面存档备份，存于）（位於茵怡花園平台1樓及2樓）

### 長者鄰舍中心
- 保良局莊啟程耆暉中心 （页面存档备份，存于）（位於茵怡花園第一座平台1樓）

## 區議會議席分布
| 年度/範圍 | 2000-2003 | 2004-2007 | 2008-2011 | 2012-2015 | 2016-2019 | 2020-2023 | 2023-       |
| --------- | --------- | --------- | --------- | --------- | --------- | --------- | ----------- |
| 茵怡花園  | Q10 運亨  | Q12 運亨  | Q18 運亨  | Q19 運亨  | Q21 運亨  | Q20 慧茵  | Q3 將軍澳北 |

## 出售單位（一至六座）算錯面積事件
由於建築物的牆壁設計有是向外縮入，有別於正常大廈的向內縮入，而建築面積是包含牆壁厚度或由眾牆的中軸線起計，負責茵怡花園的建築顧問誤作正常大廈般計算，所以令高層、中層及低層的建築面積不同，高層的單位面積的計算結果較小，但是房協售樓時以中層單位計算建築面積，所以當時售樓時，高層及低層單位建築面積均與原計劃不符，房協最終向高層住戶賠償差價，但低層住戶並沒有被房協追收差價。
注意:雖然相同屋苑，但住宅單位面積計算方法各異，第一至六座是住宅發售計劃項目，售價以建築面積及平方呎計算；而第七座的甲類出租屋邨單位，其租金則以室內樓面面積及平方米計算。